# Brett Kavanaugh
Brett Kavanaugh (Washington, 1965. február 12. –) amerikai jogász, az Amerikai Egyesült Államok Legfelsőbb Bíróságának bírája.

## Pályafutása
Kavanaugh 1987-ben a Yale Egyetemen szerezte alapdiplomáját, majd 1990-ben ugyanitt tett szert jogi végzettségre. Ezután bírósági fogalmazóként dolgozott két szövetségi fellebbviteli bíróságon: előbb Philadelphiában, majd San Franciscóban. 1992-93-ban a szövetségi igazságügyminisztériumban alkalmazták, majd 1993-ban sikerrel pályázott egy presztízses fogalmazói állásra a Legfelsőbb Bíróságon, Anthony Kennedy bíró hivatalában. Amikor egyéves megbízatása lejárt, a Bill Clinton elnök tevékenységét vizsgáló független ügyész hivatalában helyezkedett el 1994-ben. Amikor a független ügyész befejezte vizsgálatát, Kavanaugh privát ügyvédként dolgozott, de George W. Bush elnöksége alatt visszatért az államigazgatásba, és a Fehér Ház jogi osztályán dolgozott.
2006-ban Bush elnök a washingtoni központú szövetségi fellebbviteli bíróság bírájává nevezte ki. 
Brett Kavanaugh-t Donald Trump elnök nevezte ki a Legfelsőbb Bíróság bírájának, és a szenátusi jóváhagyás után 2018. október 6-án foglalta el posztját. A kinevezéshez szükséges szenátusi jóváhagyás egy ideig kétséges volt, ugyanis Kavanaugh-t azzal vádolta Christine Blasey Ford kaliforniai professzor, hogy a nyolcvanas években, amikor még mindketten fiatalkorúak voltak, Kavanaugh és egy barátja egy házibulin, ittasan megkísérelte megerőszakolni Blasey-t. Az ügyben szemtanúk nem kerültek elő, és végül a pártpolitikai alapon megosztott szenátus jóváhagyta Kavanaugh kinevezését.

## Családja
Kavanaugh 2004-ben házasodott össze Ashley Estesszel. Két lányuk van, Margaret és Liza.